# Оккультизм в Византии

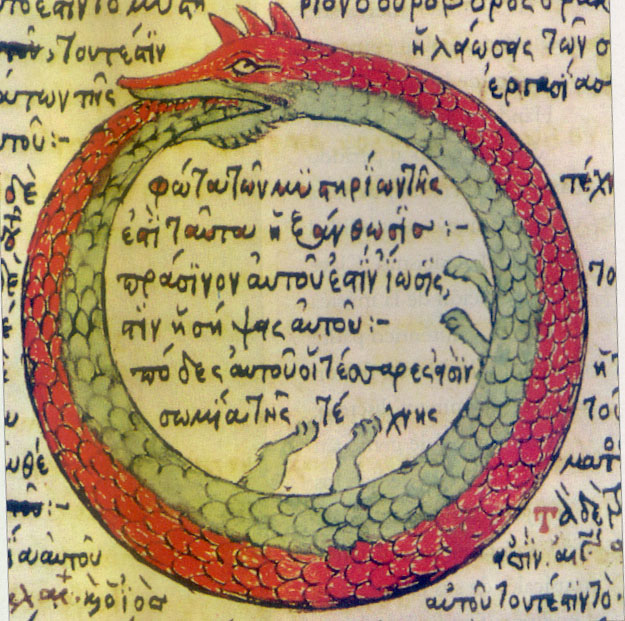
Изображение уробороса в алхимическом трактате Феодор Пелеканос (1478 год, Parisinus graecus 2327)

Оккульти́зм в Византи́и — совокупность существовавших в Византии оккультных теорий и практик. К числу наиболее распространённых относились разнообразные магические приёмы, общение со сверхъестественными силами, изготовление амулетов и гадания. Как и в Западной Европе, в Византии были развиты астрология и алхимия. Против колдовства действовали законодательные и церковные запреты, однако в повседневной жизни византийцев различные формы магии были повсеместно распространены во всех слоях общества. Изучение магии в Византии проводится в контексте культурологических исследований и истории науки.
На протяжении столетий византийской истории содержательная сторона понятия «магия» претерпела некоторые изменения. Если в ранний период (IV—VIII века) продолжали практиковаться унаследованные от Античности формы колдовства и происходила адаптация прежних традиций к реалиям христианского мира, в более позднюю эпоху магия прагматически воспринималась как совокупность приёмов, позволяющих с помощью сверхъестественных сил достигнуть практических целей. Христианскими ортодоксами магия истолковывалась как насланное силами зла заблуждение, очевидно ложное, поскольку оспаривало роль Бога как единственного источника власти в мире. Для большей части византийцев, не озабоченных доктринальными сложностями, магия представляла возможность действовать вне божественного контроля и без оглядки на моральную сторону вопроса.
Основные публикации греческих астрологических и алхимических рукописей были завершены в 1930-х и 1940-х годах. В рамках изучения византийского оккультизма пока ещё не появились обобщающие теоретические работы, однако считается, что сделанные в рамках более общих исторических или антропологических исследований наблюдения и сформулированные в них определения справедливы и для Византии. К настоящему времени монографическое рассмотрение получили практически все основные разделы оккультных наук, вышло несколько сборников статей и множество отдельных исследований.

## Историческое развитие

### Магия в греко-римском мире

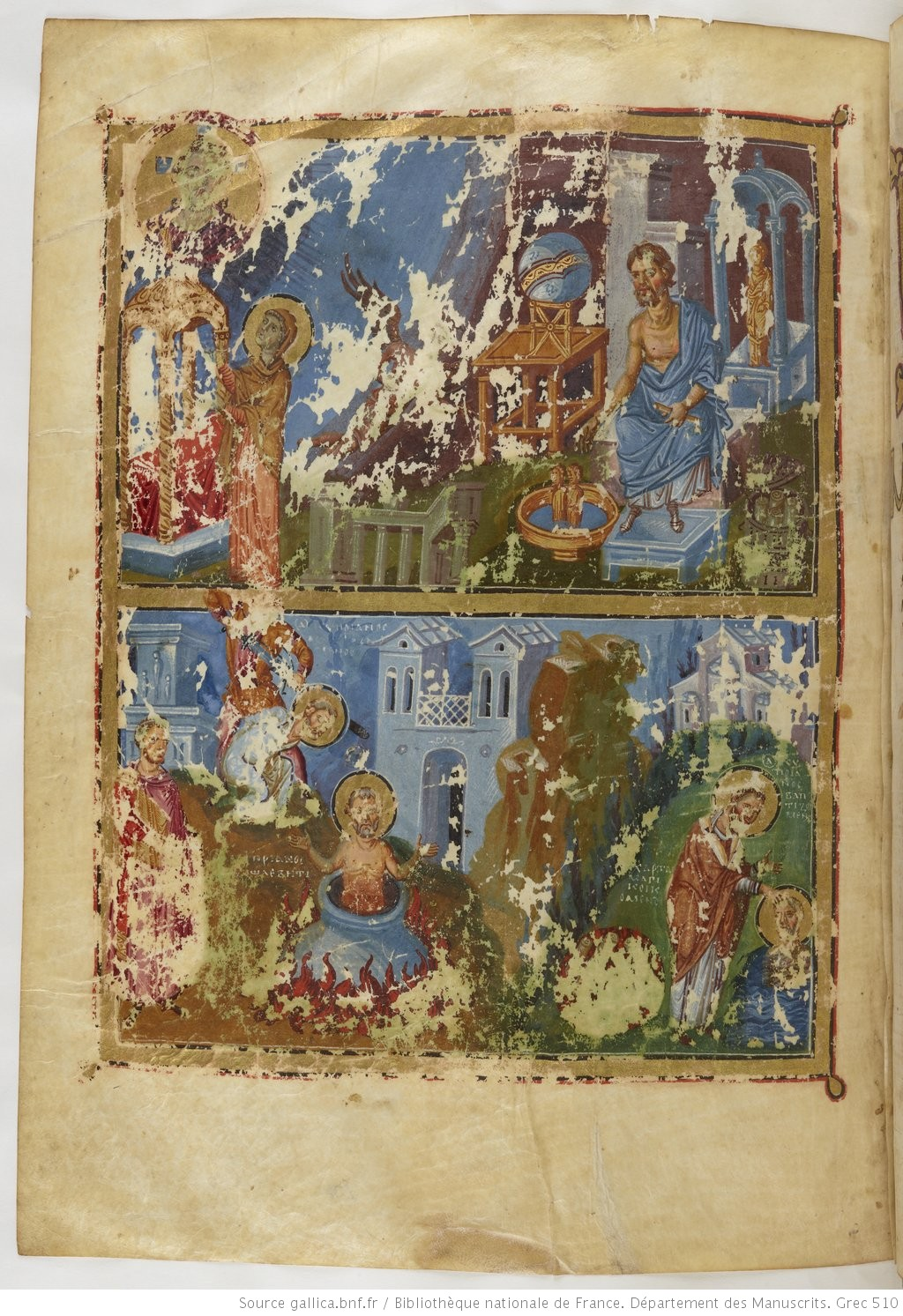
На иллюстрации из Гомилий Григория Богослова, IX век, святой Киприан представлен в образе языческого философа в окружении магических предметов. В нижней части изображена сцена его крещения

Согласно современному российскому философу Ю. С. Обидиной, основными чертами магической деятельности древних греков были её приватный характер и сосредоточенность на душах умерших. Приватность подразумевает нахождение её вне сферы общественной (полисной) религии, взаимодействие с демонами мёртвых (др.-греч. νεκυδαίμονες) имело целью принуждение их к некоторым действиям. Магия фигурирует в уже в древнегреческой мифологии — согласно мифу, Медея с помощью зелий, колдовства и других ритуалов помогла аргонавту Ясону заполучить золотое руно. Традиционно считается, что против магии выступал Платон, осуждая её как антисоциальную деятельность и сравнивая её с отравительством, однако детальный анализ магической лексики его «Диалогов» показывает более сложную картину. Плиний Старший приписывал изобретение магии персам, что может служить указанием на маргинальность магических практик в Древнем Риме.
Теоретической основой византийского оккультизма являлись космологические представления стоиков, рассматривавших вселенную как заполненный пневмой живой организм. Пневма стоиков состоит из огня и воздуха. Характеристикой пневмы является «напряжение» (др.-греч. τόνος), обеспечивающее соединение материи и взаимодействие между частями космоса. Эти части не могут действовать изолированно, они зависят от космоса в целом и других частей. Говоря словами Хрисиппа (III век до н. э.), пневма находится в «симпатии по отношению ко всему». Таким образом, любое действие в одной части космоса влияет на все прочие его части. Наконец, пневма проникает в человеческое тело и образует душу тем же способом, каким проникает во все вещи космоса и является его душой. Стоическое учение о космической симпатии повлияло на взгляды неоплатоников, отталкивавшихся также от высказываний Платона в «Тимее» о значении димиурга в рождении Вселенной. В интерпретации неоплатоников симпатия обеспечивалась не пневмой стоиков, а некоторой аналогией или подобием между материальным (включающим земную и небесную сферы) и нематериальным мирами. Связь понималась как асимметричная, то есть умственно постигаемый мир мог влиять на физический, но не наоборот. С другой стороны, постулировалась симметричная связь между частями материального мира, что позволяло устанавливать отношения между земными и небесными явлениями. Согласно важному для неоплатоников тексту «Халдейских оракулов», космологическая реальность имеет два аспекта: философский и магический. Первый из них устроен иерархически, с божественной Триадой в своей основе: трансцендентный Отец, Демиург («Второй Ум») и Геката («Сила»). Уровнем ниже находятся различные структуры ангелов и демонов, добрых и злых. Магический аспект включает ритуалы и правила, с помощью которых можно призывать хороших демонов и защищаться от плохих. Позднейшие неоплатоники использовали понятие симпатии для объяснения того, каким образом в рамках магии и теургии появляется возможность манипулировать демонами или влиять на них.
В Древнем Риме колдовство было запрещено ещё Законами двенадцати таблиц, грозившими смертью тем, «кто заворожит посевы» или воспользуется злыми заклинаниями. При Сулле в 81 году до н. э. в закон против отравителей (Lex Cornelia Sullæ de sicariis et veneficis) включили изготовителей приворотных зелий, отнеся и такие снадобья, и наведение порчи на посевы к «ядам» (лат. venenum). Начиная с Гая во II веке (Dig. 50.16.236) римские юристы различали хороший и плохой venenum. В следующем столетии Юлий Павел признал незаконными средства, вызывающие любовь или аборт, а также перечислил сопутствующие преступления: человеческие жертвоприношения, привороты, «магические искусства» в целом и обладание соответствующими книгами. Константин Великий (306—337) подтвердил прежние запреты, уточнив, что нет ничего дурного в медицинской магии или заклинаниях для предотвращения плохой погоды. Констанций II (337—361) принял законы против некромантии и действий, угрожающих жизням невинных. Позднее были особо выделены заклинания с целью повлиять на исход скачек.

### Отношение к магии в период поздней Античности
По мнению британского историка Питера Брауна, расцвет магических верований в IV веке стал следствием кризиса и разложения правящего класса поздней Римской империи, прежде всего её восточной части. Количество обвинений в колдовстве возрастает в периоды неопределённости и уменьшается с восстановлением политической и социальной стабильности в VI веке, в правление Юстиниана I (527—565) и с возникновением «варварских королевств» на Западе. Следуя концепции антрополога Эдварда Эванс-Притчарда, называвшего колдовство «продуктом личных отношений и состояния неудачи», Браун видит место мага на стыке двух пластов позднеантичного общества: с одной стороны, статичного мира чиновников и евнухов, а с другой — разного рода мобильных социальных групп, от крупных землевладельцев до христианских епископов. В такой парадигме «обвинитель» колдуна — это человек одного «образа», и для него возможны только определённые пути в мире; отрицая магию, он отрицает дополнительные источники власти. Маг, напротив, смотрит в обе стороны и балансирует между ними. Обвинения заговорщиков в колдовстве, частые в царствования императоров середины IV века (Констанция II, Валентиниана I и Валента), имели целью не только опорочить обвиняемого, но и подчеркнуть стабильность власти — ведь судьба императора не может зависеть от зла, исходящего от простых смертных. Ставшее неустойчивым положение традиционной языческой аристократии и её оппозиционность христианству повышали вероятность упоминания колдовства в связанных с ними конфликтах.
Христианство унаследовало как настороженность языческой традиции по отношению к магии, так и её скептицизм. Как все люди того времени, ранние христиане рассматривали жизненные неудачи как дело рук демонов, «наводящих или опустошительную болезнь, или бесплодие, или бури, или какое-нибудь подобное бедствие». Тем не менее, Библия не давала здесь надёжных ориентиров, и богословам приходилось опираться только на немногочисленные и неопределённые указания, как, например, Гал. 5:16—20, осуждавшее в числе «дел плоти» волшебство. Божественное всемогущество также не позволяло признавать могущество колдуна, и церковь признавала такого человека способным лишь на манипулирование демонами или направление своих проклятий на жертву. Учение ранних Отцов церкви связывало деятельность демонических сил в мире с грехопадением Адама. Согласно Августину, по причине грехопадения Бог дозволил демонам стать своими «общественными палачами», а род людской сделал «игралищем демонов». Несомненно, магия являлась плодом дьявольских усилий, но относительно роли колдуна существовали различные мнения — от действенного участия до создания иллюзии.
Выступая против фатализма языческой философии, христианские авторы критиковали также эллинистическую астрологию и гадания. Апологет II века Татиан связал богов греческой мифологии с демонами, которые «изобрели судьбу». Он же утверждал, что применяемые знахарями средства, травы, коренья, кости и тому подобное, действенны не сами по себе, а только силою демонов. Тертуллиан приписывал изобретение магии и астрологии падшим ангелам, однако с целью объяснения появления Вифлеемской звезды был вынужден допустить, что оккультные дисциплины были действенны в мире только до рождения Христа. Ориген и неоплатоник Плотин полагали, что звёзды являются не причиной грядущих событий, а лишь их знамением. Начало христианизации Римской империи привело к изменению отношения к магии в обществе. В правление Константина Великого впервые появляются сведения о практикующих магию христианских священниках, однако сложно сказать, до какой степени они правдивы и не являются ли они отражением каких-то доктринальных конфликтов. Самыми известными примерами в IV веке являются обвинения в колдовстве Афанасия Великого его противниками в ходе арианского спора, а в V веке — епископа Ивы Эдесского в период конфликта вокруг несторианства и его современника Софрония, епископа Антиохии Арабской. Из житийной литературы известно об обвинённых в колдовстве представителях низшего духовенства. Против тех, кто в болезни обращался к магам, а не к священникам, проповедовали Цезарий Арльский в Галлии и Шенуте в Египте.

## Магия и общество

### Правовое положение магии
На раннем этапе существования христианской империи инициатива законодательного преследования магов и прорицателей принадлежала светским властям. Причины такого отношения не вполне понятны и, по-видимому, связаны с общим представлением о неблагонадёжности таких людей. Первым в ряду законодательных запретов стал закон 319 года, которым Константин Великий под страхом сожжения запретил гаруспикам приближаться к частным домам, даже под предлогом дружбы. По этому же закону человеку, призвавшему к себе астролога, грозили изгнание и конфискация имущества. Несколько лет спустя Константин решил уточнить антимагическое законодательство, определив те виды магических искусств. которыми заниматься его подданным дозволялось. Из сферы действия Lex Cornelia были выведены способы защиты от болезней и урожая от непогоды. Ряд законов Констанция II 357 года был направлен против предсказателей, «халдеев, магов и прочих, кого обычно зовут „насылателями порчи“ (лат. malefici)», которым назначалась казнь мечом. Эдикт Валентиниана I 364 года был направлен прежде всего против языческих ритуалов, песнопений и погребальных жертвоприношений. Тот же император в 371 году декриминализировал занятия гаруспиков, если они не приводят к дурным последствиям. В целом, законодательство IV века не касалось простых граждан империи, не угрожающих своими магическими занятиями устоям государства. В дальнейшем законы против гадателей неоднократно возобновлялись, но в кодификации 438 года были сделаны исключения для применения астрологии в медицинских и сельскохозяйственных целях. Серией законов император Констанций II (337—361) запретил все виды предсказаний, существовавшие в Древнем Риме. В дальнейшем новых светских законов против магии в Византии не принималось, и все последующие сборники законов (Эклога, Эпанагога, Прохирон и Василики) лишь повторяли законы IV века. Редким исключением стала 65 новелла императора Льва VI, отменившая долгое время сохранявшуюся толерантность к «белой» магии, то есть всякого рода охранительным и помогающим амулетам и заклинаниям. По мнению греческого историка права Спиридона Трояноса, можно утверждать, что законодатели Македонской династии больше уделяли внимание проблеме колдовства и отравительства, чем их предшественники. Наказания за незаконные магические занятия могли быть достаточно суровыми. Протеже патриарха Фотия Феодор Сантабарен (ум. ок. 919), обвинённый в том, что с помощью магии добивался расположения императора Василия I, был подвергнут бичеванию, изгнан и ослеплён. В 1160-х годах император Мануил I осудил придворных Сифа Склира и Михаила Сикидита за злонамеренное колдовство: в первом случае за соблазнение девушки, а во втором за насылание мучительных видений.
Озабоченность христианской церкви IV века магическими занятиями своих членов проистекала из убеждения, что магия является делом дьявола. Правила Василия Великого женщин, своими приворотными зельями неумышленно причинивших смерть, приравнивали к умышленным убийцам; к ним же кесарийский епископ причислял и изготовительниц средств для совершения абортов. Григорий Нисский рекомендовал относиться к тем, кто прибегает к услугам колдунов и заклинателей демонов, как к отступникам от христианской веры, но проявлять снисхождение, если окажется, что виновники не ведали, что творили. Церковные каноны, основанные на решениях соборов, преимущественно касались поведения духовенства и были несколько более суровы, чем правила Василия Великого и Григория Нисского для мирян. На Никейском соборе (325) все оккультные практики были причислены к ереси, а Лаодикийский собор запретил их для священнослужителей. В дальнейшем каноническое право продолжало развиваться, и 61-м каноном Трулльского собора (692) тем, кто занимается гаданием и прорицаниями с помощью блюда, устанавливалась шестилетняя епитимья. То же наказание устанавливалось для «стоначальников» (др.-греч. ἑκαντóνταρχος), что согласно Симеону Метафрасту (X век) означало предводителей демонов, а по Феодору Вальсамону (XII век), «в древности это были люди старые, то есть, более рассудительные, стоящие выше прочих по уму, которые, обольщая простейших своими гнусными занятиями, получали почитание как ложные боги». Упоминались также те, кто водят медведей и продают их шерсть как талисманы, и те, то носит за пазухой змей. Последних Вальсамон отождествляет с сектой афинган. В число осуждаемых языческих предрассудков отцы Трулльского собора включили также «облакогонителей, обаятелей, делателей предохранительных талисманов и колдунов». В своём комментарии Вальсамон, не различая, осуждает астрономию и астрологию — видимо, в ответ на попытку защиты астрологии со стороны императора Мануила I Комнина (1143—1180). По мнению Вальсамона, в отличие от позиции раннего законодательства, сурового наказания заслуживают только те, кто прибегает к магии осознанно, а простецы могут рассчитывать на снисхождение.

### Маги и оккультисты

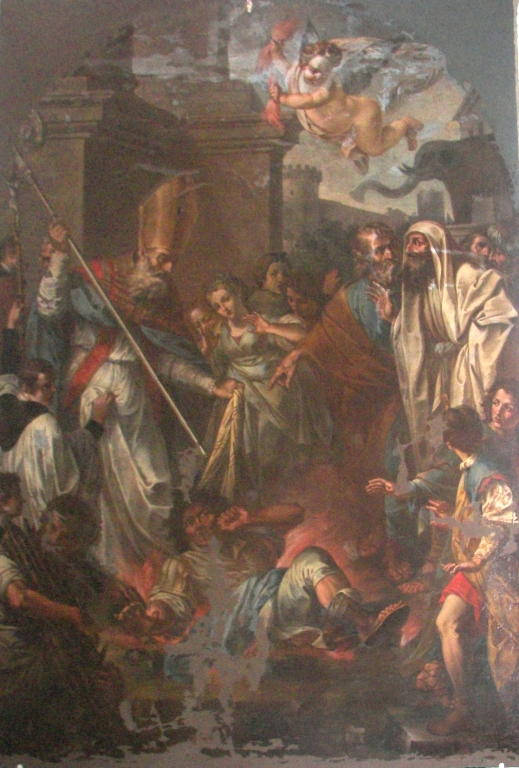
Святой Лев Катанский и волхв Илиодор, картина работы Маттео Дезидерато, вторая половина XVIII века

В древнегреческом языке существовал ряд выражений для обозначения магических и медицинских практик, а также лиц, ими занимающихся. В различных контекстах употреблялись слова, производные от «эподи» (др.-греч. ἐπῳδή — «заговор», «заклинание»), «гоитея» (др.-греч. γοητεία — «колдовство», «ворожба») и «магея» (др.-греч. μαγεία — «магия»). Широкий спектр значений имело слово «фармакея» (др.-греч. φαρμακεία), обозначавшее собирание лекарственных и ядовитых трав, приготовление зелий, снадобий и отрав, которые использовались как врачами, так и магами. Деятельность известных с эпохи поздней архаики «гоис» («чародеев», др.-греч. γόης) состояла в общении с мёртвыми, ради успокоения их или обеспечения их помощи. Такое понимание следует из этимологии глагола «гон» (др.-греч. γον) «петь плач», «плакальщик», подтверждаемой энциклопедией X века «Суда». Термин «маги» (др.-греч. μάγοι) имеет явное иранское происхождение, однако каким именно образом он стал известен грекам в середине VI века до н. э., не вполне понятно. На основании имеющихся источников можно утверждать, что в христианской империи магия возникла в среде цирковых борцов, гонщиков на колесницах, музыкантов и прочих работников индустрии развлечений. Магия в Византии имела в целом репутацию занятия низших классов, преимущественно женщин, старух и проституток. В исследованиях византийской магии нередко ссылаются на концепции британского антрополога Эдварда Эванс-Притчарда, исследовавшего оккультные практики африканского народа занде. Согласно его терминологии, под магией понимается этически нейтральная деятельность соответствующим образом обученного человека, совершающего ритуалы с целью установления контроля над сверхъестественными силами для последующего достижения некоторых практических целей. Термины «колдовство» (англ. sorcery) и «волшебство» (англ. witchcraft), практически синонимичные в современных западных языках, у зенда имеют различный смысл — волшебники достигают своих целей путём использования магии, тогда как колдунам или ведьмам магия не требуется, поскольку они обладают врождённой мистической силой. В такой парадигме, как отмечает Р. Гринфилд, византийская магия практически полностью относится к категории «волшебства». С точки зрения словоупотребления, общие понятия (μαγεία, γοητεία) имели негативные коннотации и использовались преимущественно христианскими доктриналистами, тогда как прибегавшие к магии простые люди говорили обычно о её конкретных видах с соответствующими обозначениями, либо в целом как об «искусстве» (ἠ τέχνη) или «практике» (ἠ πραγματεία). Сходной точки зрения придерживаются редакторы коллективной монографии «The Occult Sciences in Byzantium» (2006) Пол Магдалино и Мария Мавруди. По их мнению, понятие «магия» изначально предполагает негативные коннотации, понимаясь как то, что Другому заменяет истинную религию, попытка узурпировать божественную власть механическим поклонением демонам, с ритуалами, подражающими религиозным, но в собственном антураже. В такой парадигме адептами «магии» преимущественно оказываются «пьяные знахарки» и проститутки, что делает затруднительным распространение понятия на занятия высокообразованных слоёв общества. Соответственно, Магдалино и Мавроди считают более корректным говорить об «оккультных науках».
Произнесение загадочных слов на восточных языках, перемежающихся взываниями к Христу, Богородице и святым, могло способствовать увеличению авторитета и политического влияния даже церковных иерархов и государственных служащих. Репутацию колдуна, возможно, благодаря усилиям врагов, имел патриарх Иоанн Грамматик (837—843), которого современники сравнивали с ветхозаветными магами Яннесом и Ямвресом. П. Магдалино усматривает в таком отношении источника элемент политической борьбы и пропаганды, когда после победы иконопочитания политическим противникам приписывалось следование запрещённым оккультным практикам. Согласно Продолжателю Феофана, патриарший престол Иоанн Грамматик получил от императора-иконоборца Феофила за предсказания, которые делал для него при помощи колдовства и гаданий на блюде. Тот же источник сообщает, что в подвале имения своего брата Арсавира патриарх устроил «мерзкий притон», в котором вызывали мертвецов и устраивали оргии. Михаил Пселл сообщает о гадании с помощью иконы, к которому прибегала престарелая императрица Зоя — будущее она узнавала по изменению выражения лица изображённого на иконе Христа. Сам Пселл сыграл важнейшую роль в сохранении ранней мистической традиции, вновь введя в обращение ряд забытых к XI веку текстов — «Герметический корпус», «Кесты» Секста Юлия Африкана, «De arte hieratica» Прокла и «Халдейские оракулы». Пселл тщательно изучал комментарии Прокла на «Оракулы» и оставил собственные. В «Хронографии» он подробно описал свой путь от естественных наук к «высшей философии», от логики и риторики к «бесподобному Проклу».
Описание чудес занимает значительное место в византийской литературе, ставя перед читателем вопрос об их источнике, божественном или дьявольском. Среди типичных чудес, совершаемых святыми, — излечение, перемещение во времени и пространстве, умножение еды, предотвращение природных бедствий, приручение диких животных и выказывание сверхъестественной выносливости. Способность совершать чудеса, однако, не принадлежала исключительно святым мужчинам и женщинам, и многообразие проявления демонического в мире могло принимать сходные формы. О настороженном отношении византийцев к чудесам, потенциально основанных на ереси и помощи сил зла, свидетельствует рассказ Анны Комнины о Василии Богомиле. Византийцам было известно о возможности продажи души дьяволу — именно таким образом, согласно традиции, получил свою колдовскую силу противник святого Льва Катанского (VIII век) волхв Илиодор. Как сообщает житие святого Льва, Илиодор совершил множество впечатляющих чудес, но все они были направлены к его личной пользе. Ещё одним общим местом в агиографии было противостояние святых насылаемым колдунами злым чарам, зачастую любовным. В целом, по наблюдению Александра Каждана, хотя нечестивая магия, как правило, вызывала смерть, смущение и половую распущенность, а чудеса святых имели созидательный и животворящий характер, провести между ними чёткую границу не удаётся. Образованные византийцы, такие как историк Никита Хониат, смотрели на «чудотворцев» достаточно скептически, но не исключали, что те обладают способностью изменять реальность и видеть будущее.
Сложно охарактеризовать место оккультизма в поздневизантийском обществе, поскольку, хотя литература палеологовского периода сохранилась весьма полно, большинство авторов того времени стремились высмеять или опровергнуть оккультные практики, представить их как занятие низших классов. Помимо разнообразных нарративных источников сохранилось значительное число протоколов патриарших судов, на которых рассматривались дела практикующих магов и их клиентов, что позволяет утверждать, что какая-то часть византийцев верила в действенность магии и рассматривала её как ремесло.

## Византийская демонология

### Природа демонов

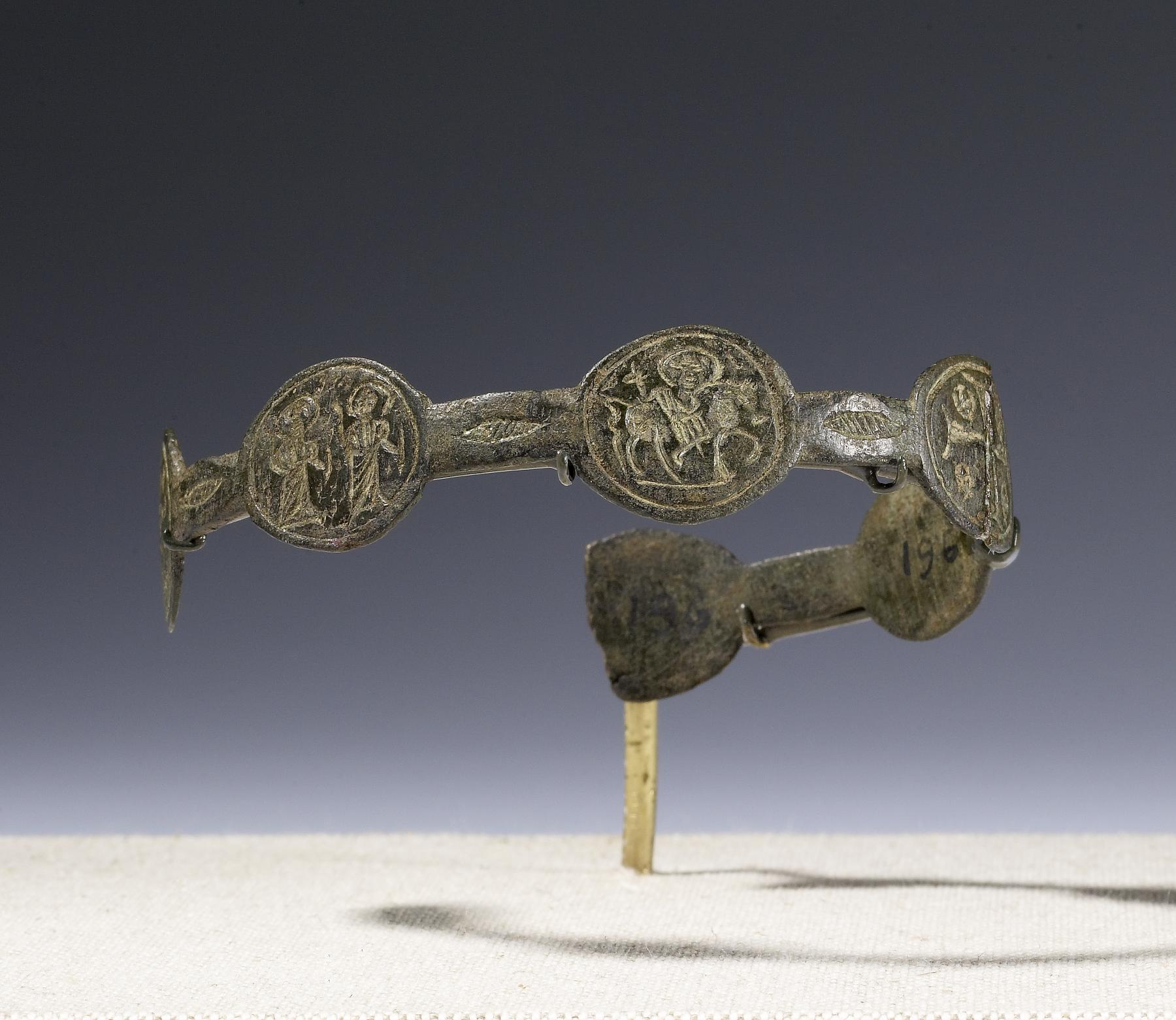
Амулеты с изображением «Святого всадника» были очень распространены в V—VII веках. Обычно всадник отождествлялся с Соломоном, реже со святым Сисиннием Парфийским. Бронзовый браслет VI века из коллекции музея Уолтерса

Византийцы были убеждены в том, что источником болезней являются демоны. Согласно их развитой демонологии, основанной на представлениях древних египтян, вавилонян и иудеев, каждая болезнь вызывалась своей разновидностью демонов. Так, за лихорадку с высокой температурой отвечали демоны огня, за непродолжительную лихорадку — демоны воздуха, трёхдневную лихорадку вызывали демоны воды, а четырёхдневную — подлунные демоны. Особую важность имело сродство между отдельными частями тела и одним из 36 деканов, которые первоначально служили богами времени у египтян, а затем в халдейской астрологии были сопоставлены частям зодиакального круга. Деканам были сопоставлены различные части тела и их функции. Аналогичным образом «Завещание Соломона», текст неясного происхождения I тысячелетия н. э., говорит о 36 духах, соотнесённых со знаками зодиака и частями тела. Таким образом, излечивая болезни, врачи отчасти действовали как экзорцисты.
В отличие от Западной Европы, восточное христианство уделяло мало внимания дьяволу. Основные представления о нём сформировались в период ранней патристики и сводились к тому, что дьявол есть творение Божие, вместе с ангелами созданное для блага, но возгордившееся и падшее. Вместе со своими демонами дьявол пытается отвратить людей от Бога, радуясь их страданиям и порокам. Сирийский богослов VI века Псевдо-Дионисий Ареопагит, описавший ангельскую иерархию, не уделил такого же внимания иерархии дьявольской, однако его система была воспринята и развита на Западе, где дьявол был сопоставлен высшему ангельскому чину, серафимам. В мистической концепции обожения Псевдо-Дионисия, всеобщего исхождения из Бога как причины и стремления к нему, возникает вопрос о природе демонов. По мысли богослова, демоны злы не по своей природе, но исходя из собственной воли, искажающей изначально благую природу. То же относится и к дьяволу, который в силу своей порочности отдалился от Бога далее прочих созданий. Полностью отделён от Бога, но тем не менее по-своему «служит» Богу Сатана у Максима Исповедника (ум. 662). Важное место демоны занимают в системе Иоанна Лествичника, строя препятствия человеку в его духовном совершенствовании. Один из наиболее влиятельных восточных богословов, Иоанн Дамаскин (ум. ок. 750), в целях борьбы с дуалистическими ересями суммировал демонологические воззрения своих предшественников. По его мнению, зло, являясь отсутствием блага, не имеет собственного бытия, и потому нельзя сказать о дьяволе, что он зол по своей природе. По своим свойствам демоны подобны ангелам, то есть бестелесны, нематериальны и познаваемы интеллектуально, то есть могут быть отождествлены с ду́хами.
Дальнейшее развитие византийских взглядов на дьявола и демонов отражено в трудах философа XI века Михаила Пселла. Согласно приписываемого Пселлу трактату «О действиях демонов», падшие создания разделены на шесть родов, от высших огненных демонов «лелиурия» (λελιούρια), обитающих в эфире, до слепых ненавидящих свет «мизофаэс» (μισοφάες), обитающих в глубинах ада. Демоны имеют способности сообразно месту своего обитания и вместе с дьяволом строят козни с целью помешать спасению людей. Во множестве они находятся повсюду, воздействуя на человеческие чувства и разум. Сами демоны тоже имеют разум, но у демонов низших рангов он подобен животному, у них нет свободной воли и они ведомы инстинктами. Они могут вселяться в предметы или людей, и такие состояния можно перепутать с болезнями. Демонов можно победить именем Иисуса, крестным знамением, взыванием к святым, чтением евангелий, святой водой или елеем, мощами, исповедью или наложением рук святого человека. Сам дьявол у Пселла находится вне таксономии демонических рангов.
Согласно «Завещанию Соломона», демоны могли быть как мужского, так и женского рода, однако такое разделение носит не половой характер, поскольку тела демонов просты, а лишь характеризует принятую сверхъестественным существом форму. Под именем Обизуфь демоница упоминается в «Завещании», где ей приписывается неустанная деятельность по убийству и причинению вреда младенцам. Подобный демон упоминается также у псевдо-Пселла. Австрийский историк Альфонс Барб проследил возникновение образа Обизуфи в иудейской и классической греческой мифологии, а также современном европейском фольклоре от месопотамских демонов Ламашту, Лилит и матери демонов Тиамат. В греческой литературе женщина-демон впервые появляется у Сапфо под именем Гелло. У христианских и византийских авторов встречаются упоминания о поедающих детей ламиях, и в поздневизантийский период слова, производные от λάμια, имели смысл сильного голода.

### Деятельность демонов против человека
Византийцы были убеждены в том, что демоны способны причинять вред человеку сами либо через подпавших под их власть посредников-людей. Примером такой активности служила судьба библейского Иова, а также множество житийных историй. Считалось, что демоны могут двигать предметы, бросать камни, издавать различные звуки. Под влиянием демонов, как сообщают жития, монах мог продать своего попутчика в рабство, молодой человек изнасиловать благочестивую женщину, а дети кидаться камнями в своего сверстника, будущего святого. Орудием демонов могли быть животные, как, например, гиены, преследовавшие, по словам Афанасия Александрийского, святого Антония во время молитвы. Наконец, насланные демонами видения могли привести к смертельному несчастному случаю — падению с лестницы, скалы или лошади. Для достижения своих целей демоны, согласно традиции, могли принимать различные формы. Апостол Павел предупреждал, что «сам сатана принимает вид Ангела света» (2Кор. 11:14), и такого рода метаморфозы чаще всего встречаются в позднейшей агиографии. Для искушения монахов демоны нередко принимали женский облик. Также описаны их превращения в эфиопов или иных представителей негроидной расы, монахов, солдат, мальчиков или стариков. Принимая облик животных, демоны предпочитали появляться как змеи или драконы.
Под демонической одержимостью (др.-греч. δαιμονίζω, κατέχω, ἑνοικέω) понималось состояние человека, чьё физическое или душевное состояние изменилось под влиянием вселившегося в него демона. Фактически, такое объяснение могло быть использовано для объяснения любых отклонений от принятых поведенческих норм и охватывало не только существенные девиации, такие как безумие или эпилепсию, но и гнев, алкоголизм или половую распущенность. Тем не менее, из-за новозаветной истории об исцелении Гадаринских бесноватых чаще всего признаком одержимости считались различные душевные болезни. К демонической одержимости относили лунатизм, понимаемый как совершение человеком действий под влиянием демона, возвращающегося в тело жертвы в определённые фазы луны. Несколько описаний эпилептических припадков, связывая их с одержимостью, приводит Григорий Палама. В силу отсутствия личной вины в таком состоянии, отношение к одержимым было скорее милосердное, чем осуждающее, и юрист XII века Феодор Вальсамон упоминает о том, как некоторые нечестные люди выставляли себя безумными в расчёте на помощь благотворителей.
Другим способом демонического воздействия на человека считались страсти. Их восходящая к классической философии концепция в некотором роде сходна с одержимостью и относится к вызывающим негативные коннотации эмоциям. В поздний период страсти практически приравнивались к грехам, поскольку мешали ведению бесстрастной и созерцательной жизни. Постепенно перечень относящихся к страстям эмоций расширялся, принимал иерархическую форму и каталогизировался. В ортодоксальной традиции считалось, что демоны используют страсти для вызыванию в человеческой душе греховных помыслов. Как писал Максим Исповедник,

От лежащих в душе страстей демоны заимствуют поводы воздвигать в нас страстные помыслы. Потом, ими поборая ум, понуждают его снизойти к соизволению на грех; победив его в этом, вводят его во грех мысленный; а по совершении сего, как пленника, ведут его на самое дело греховное. После сего, наконец, чрез помыслы сделав душу запустелою, отходят вместе с оными. Остается только в уме идол (мысленный образ) греха, о котором говорит Господь: егда убо узрите мерзость запустения, стоящу на месте святе (Мф. 24:15). Читающий да разумеет, что место святое и храм Божий есть ум человеческий, в коем демоны, опустошив душу страстными помыслами, поставили идола греховного.
— Максим Исповедник, «Главы о любви», II.31
Помимо направления праведников к пороку и создания помех благочестивой жизни, важным аспектом деятельности демонов считалось их способствование магическим и гадательным практикам. В свою очередь, такую возможность, по различным теориям, демоны получали от Бога для проверки веры людей, либо же она просто представляла собой их обман. Способность демонов давать истинные предсказания церковью отрицалась.

## Формы оккультизма

### Апотропеическая магия

#### Сглаз и проклятия

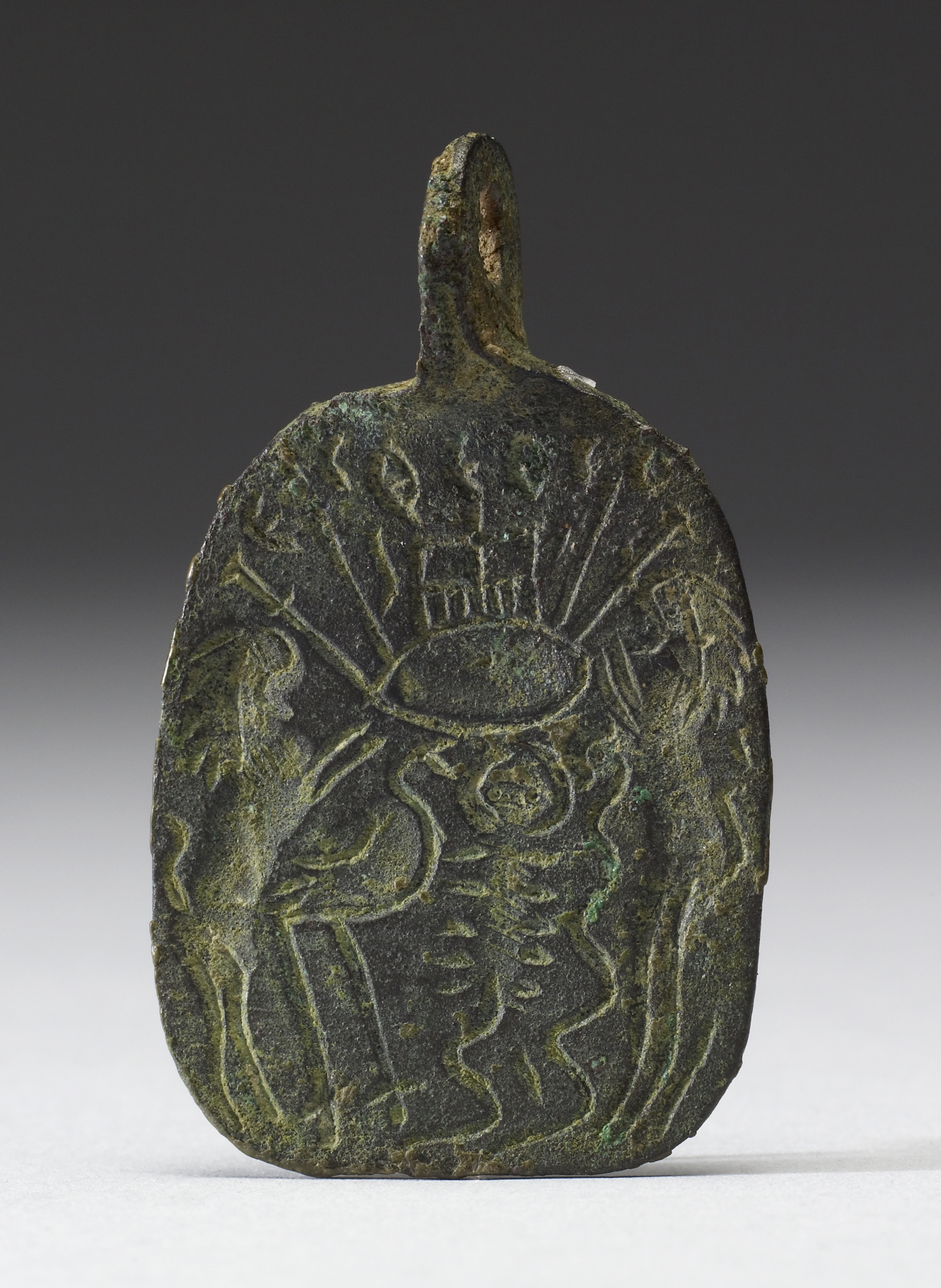
Византийский амулет от сглаза из коллекции музея Уолтерса, V век

Под сглазом (др.-греч. βασκανία, др.-греч. φθόνος, лат. invidia, лат. fascinatio) понималась вера в то, что глаза завистливого человека способны испускать некие потоки злой силы, имеющие способность причинить вред жертве завистника. Страхи, связанные со сглазом, не имели определённой направленности и концентрировались преимущественно на возможности утратить удачу. Самые ранние указания на веру в сглаз обнаруживаются на древнеегипетских деревянных табличках первого тысячелетия до н. э., грозящих завистнику ослеплением стрелами Сехмет, проклятием Изиды и Гора. В языческой античности идея сглаза имела немало сторонников, пытавшихся её рационализировать. Было предложено несколько подходов объяснения того, каким образом глаз, без физического контакта, способен оказывать такое действие. Наиболее распространённым подходом было игнорировать данное затруднение, рассматривать его как несущественное или даже несуществующее, то есть утверждать, что контакт на самом деле имеется. Последней точки зрения придерживался Плутарх, предполагавший в своём трактате «De invidia et odio» испускание из глаз злого человека демокритовых частиц. В составе нескольких естественнонаучных компиляций теория Плутарха получила широкое распространение даже среди тех, кто был в прочих отношениях скептически настроен по отношению к магии. В целом, представление о том, что удача человека может быть повреждена злым глазом, было широко распространено, и даже те из ранних Отцов церкви, которые не владели философской стороной вопроса, не отрицали существования самого явления. Позиция церкви по отношению к данному суеверию была двойственной: богословы не могли признать за людьми такие возможности, но были готовы допустить, что завистливый человек становится в некотором роде орудием злых сил. В полной мере такой взгляд выражен в гомилии Василия Великого «О зависти» (др.-греч. Περὶ φθόνου): поверье о том, что завистники «наносят вред одним взором, так что от их завистливого взгляда начинают чахнуть тела крепкого сложения, по юности возраста цветущие всею красотою. Вся полнота их вдруг исчезает, как будто из завистливых глаз льётся какой-то губительный, вредоносный и истребительный поток», он называет простонародными и старушечьими сказками. По его мнению, «ненавистники добра — демоны, когда находят в людях демонам свойственные произволения, употребляют все меры воспользоваться ими для собственного своего намерения; почему и глаза завистливых употребляют на служение собственной своей воле». Знакомство Василия Великого с трудами Плутарха хорошо известно, а пренебрежительное отношение к мнениям языческих философов характерно для каппадокийцев. Скептическое отношение к возможностям человеческого глаза обнаруживается в толкованиях Иоанна Златоуста на Мф. 20:15 и первую главу Послания к Галатам. В Сирии, где вера в βασκανία была широко распространена, Ефрем Сирин говорил об обладающем «злым глазом» человеке как о персонификации зла, ненавидящей и преследующей тех, кто добр.
Вера в сглаз присутствовала во всех классах византийского общества, включая людей богатых и образованных. На мозаичных полах встречаются надписи, призванные отгонять от дома зависть и несчастье. Художественным представлением зависти выступал итифаллический (изображаемый с эрегированным пенисом) юноша в окружении угрожающих созданий. Для новорожденных представлял опасность демон в женском облике Гелло, которого Пселл описывал как крылатую старуху. Для защиты женщин от сглаза в период беременности и новорожденных были очень популярны амулеты «истеры» (от матка, др.-греч. ὑστέρα) — изготовленные из различных материалов обереги с изображением лица, из которого расходятся в стороны несколько (обычно 7 или 12) змей (см. Амулеты). На них как правило наносилась определённая магическая формула, а их ношение сопровождалось ритуальными действиями и специфическими молитвами.

#### Амулеты

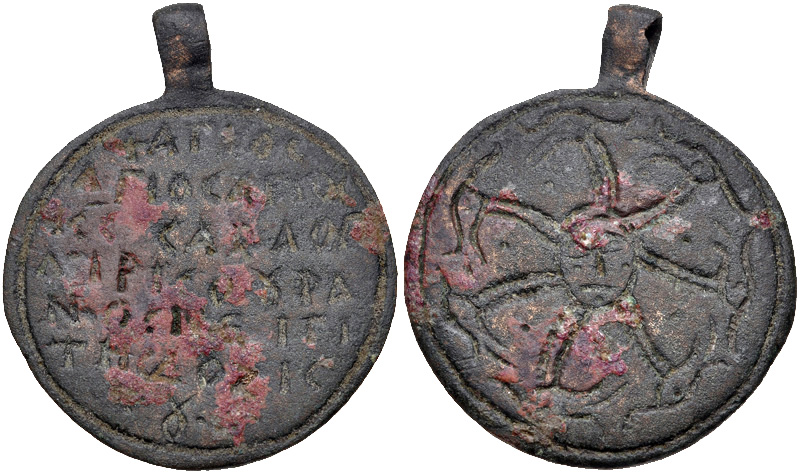
Истера, персонализация «Блуждающая матка» на бронзовом амулете X—XII веков

Для того, чтобы отвратить от себя демонов, византийцы пользовались различными апотропеическими средствами: амулетами, знаками креста, начертанием имени Христа или иных действенных магических формул. Особенное разнообразие надписей над дверными проёмами отмечают в Сирии. О том, что сирийские женщины часто прибегали к услугам магов, сообщает богослов IV века Ефрем Сирин. В одной из своих мемре Сирин рассказывает о конкуренции между христианскими священниками и магами за право проведения ритуала. Наибольшее распространение амулеты имели в IV—VIII веках в нижних слоях общества.
В ранневизантийский период амулеты были известны под множеством названий — φυλακτήρια, περίαπτα или περιάμματα. Их назначением было не только отгонять сглаз, но и все прочие несчастья, которые демоны насылали на людей: болезни, ранения, одержимость, дурное влияние и даже смерть. В древности амулеты изготавливали из различных природных материалов священники, астрологи или прочие мудрецы и чудотворцы. На амулеты наносили соответствующие надписи (эподы). Византийский врач VI века Александр Траллийский рекомендовал своим пациентам в качестве средства от подагры носить золотой диск (πέταλον) с одним из стихов Гомера, а от желудочных колик яшмовое кольцо с выгравированным Гераклом, побеждающим Немейского льва. Эпод следовало записать во время прохождения Луной знака Весов или Льва, иначе амулет не получал целительной силы. В целом же, согласно теории апотропеической магии, наиболее действенными были амулеты, созданные под знаком Рака. Действенными считались надписи с иудейскими священными именами, начальными строками 90-го псалма или Трисвятой молитвой.
Некоторые иконографические типы амулетов отсылают к древним традициям, сочетающим разнообразные демонологические представления и легенды. Изображения «святого всадника», поражающего распростёртую женскую фигуру, связывают с верованиями в существование демона женского рода, поражающего детей и беременных женщин. Имя демона на амулетах обычно не указывается, демоноборец отождествляется с различными персонажами, в том числе святым Сисиннием, Соломоном, ангелом Арлафом или одним из архангелов. Несколько столетий длится дискуссия относительно амулетов с изображением женской головы с исходящими из неё 7 или 12 змееподобными лучами. В XVI веке Пирро Лигорио предположил, что они символизируют Медузу, но такое отождествление в настоящее время признано ошибочным. В русской и советской историографии змеиные амулеты связывали с болезнями матки и брюшной полости. Также высказывалось предположение, что они восходят к греко-египетской символике Хнубиса и приобрели особенную популярность начиная с IX века. Многие разновидности камня использовались как амулеты. В качестве амулета, предохраняющего беременных, особенно был популярен орлиный глаз; «Кираниды» сообщают и о других его свойствах.
Цель применения амулета определяла материал для его изготовления и место приложения к телу. Традиция записывать эподы на папирусных лентах позаимствована, вероятно, из Египта. В качестве пластыря могли использоваться кусочки пергамента, их использование в таком качестве описано в «Чудеса Димитрия Солунского» (VI век). От бессонницы применяли амулеты из лаврового листа, а от лихорадки — из оливкового. Целебными свойствами, по мнению византийцев, обладал свинец, из него делались вотивные пластины и амулеты, его включали в лекарства и косметические снадобья. Наиболее привлекательным материалом для защитных амулетов было золото, но его высокая стоимость заставляла прибегать к более дешёвым альтернативам — меди, железу, свинцу или иным материалам. Медь в качестве защиты от злых духов ценилась в силу известного византийцам рассказа о том, что царь Соломон держал пленённых им демонов в медных сосудах. Наиболее распространённой формой амулетов были медали, металлические диски с разнообразной гравировкой. Как правило, они имеют круглую или овальную форму, но апотропеическим эффектом обладали также квадраты и восьмиугольники. Значительное количество амулетов-дисков, обнаруженных в ходе раскопок исаврийского города Анемуриум, датируется VI веком. Распространённым способом ношения амулетов было помещение их в ювелирные изделия, кольца, браслеты или ожерелья. Помимо перечисленных, силой изгонять демонов, как считалось, обладали медные колокольчики, а также окрашенные нити с завязанными на них узелками. В целом, в качестве амулета мог использоваться практически любой небольшой предмет. Помимо формы и материала, имел значение выбор чернил для нанесения надписи. Согласно известным инструкциям, для изготовления чернил следовало использовать растения, в которых живут добрые демоны, например, мирру. Также рекомендовалось использование крови животных или птиц, чаще всего голубей или петухов. Цвет чернил тоже оказывал своё влияние на результат магических усилий.

#### Талисманы

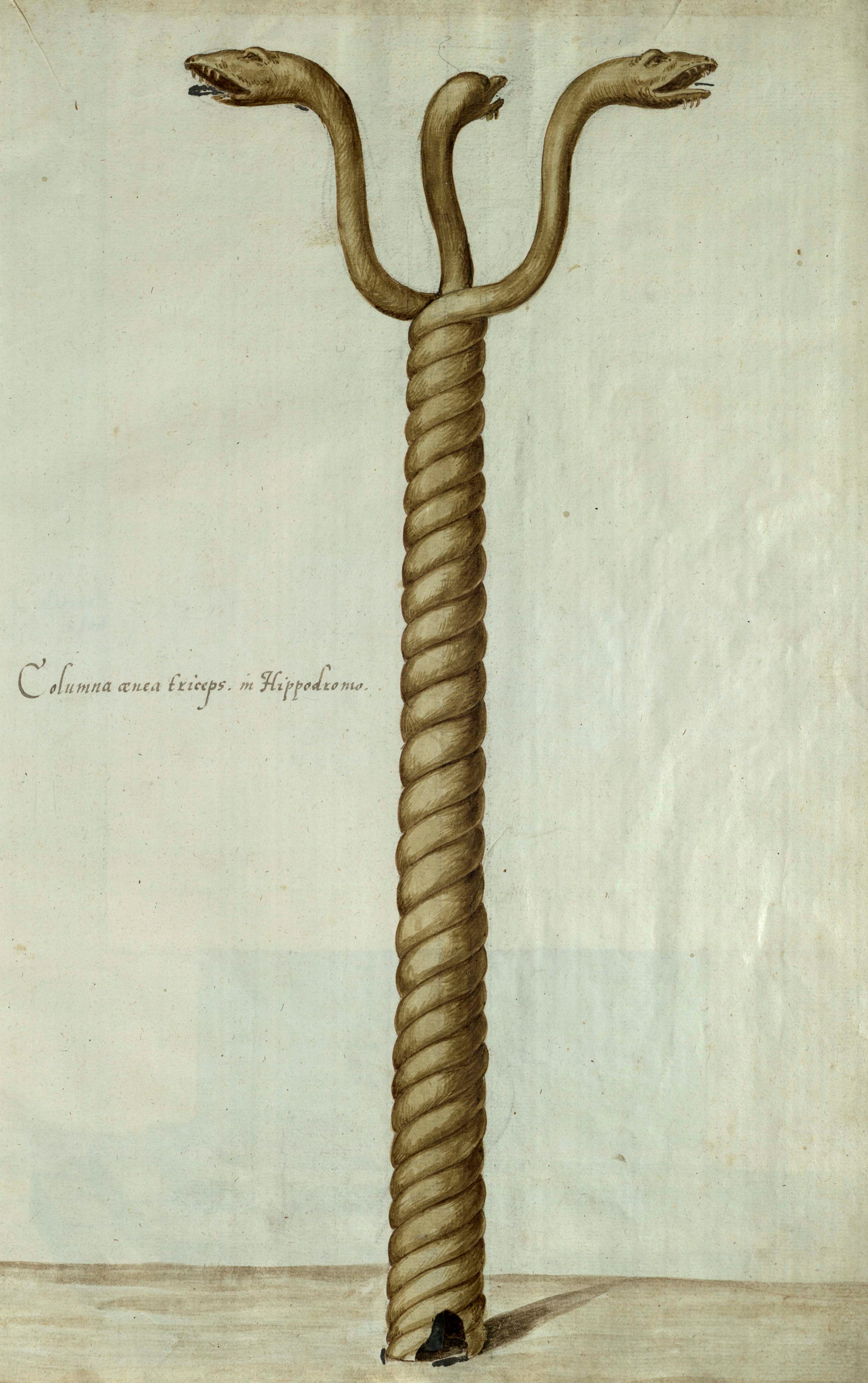
Змеиная колонна на рисунке из «альбома Фрешфилда», вторая половина XVI века

Особую категорию апотропеических средств образовывали талисманы, то есть предметы, полученные в результате особого ритуала освящения для использования в качестве амулета. В классическом греческом языке они обозначались словами, производными от глагола др.-греч. τελεῖν (τελέσματα, ἀποτελέσματα), в византийский период более употребимым было слово «стойхейон» (др.-греч. στοιχεῖον). Имея более широкий смысл, «стойхейон» мог обозначать физические элементы или первоначала, демонов, астральные сущности, статуи-талисманы или буквы алфавита. Общепринятой интерпретации понятия «стойхейон» к настоящему времени не сложилось. Встречаясь несколько раз в Послании к Галатам (Гал. 4:3, Гал. 4:9), оно обычно переводится как «начала мира». В «Завещании Соломона» оно явно указывает на астрологические демонические силы, деканов. Суммировав предшествующие исследования, Клас Блюм (Claes Blum, «The meaning of stoicheion and its derivatives in the Byzantine age», 1946) пришёл к выводу, что основной смысл слова относился к написанию магических знаков, букв и символов в процессе изготовления талисмана. По мнению Р. Гринфилда, в поздний византийский период «стойхейоном» называли демонические силы, поселяющиеся в определённых местах. П. Магдалино называл στοιχείωσις, искусство контроля талисманных сил, отличительной особенностью византийской магии, её прорывом в противостоянии арабским конкурентам, а его главной сферой применения — статуи Константинополя. Действие талисманов, как и прочих магических средств, основывалось на принципах космической симпатии и антипатии (ἀντιπάθεια).
О статуях-талисманах Константинополя сообщается в анонимном источнике конца VIII века Parastaseis syntomoi chronikai. Вряд ли возможно серьёзно воспринимать приводимые в нём анекдоты и легенды, но их можно рассматривать как отражение представлений необразованных слоёв общества. Вероятно, магическая интерпретация статуй начала́ складываться ещё раньше, поскольку уже в VI веке хронист Иоанн Малала приписывал их создание философу I века Аполлонию Тианскому. Согласно Малале, Аполлоний ответственен за появление в городе фигур аистов, лошадей, персонификации реки Ликос и черепахи; все они известны по более поздним источникам: три аиста стояли на улице перед собором Святой Софии и, предположительно, удерживали птиц в городе, лошади были установлены перед императорским дворцом, мраморная статуя речного божества находилась близ комплекса зданий та Амастриану, а статуя черепахи, возможно, у церкви святого Прокопия. Никита Хониат в трактате «De Signis» сообщает дополнительные подробности о деятельности Аполлония Тианского. Наиболее известными примерами талисманов являются статуи варварских вождей, разбитые патриархом Иоанном Грамматиком, о чём сообщает Продолжатель Феофана, и столичная Змеиная колонна. Неизвестно, когда рядом с Ипподромом появилась эта колонна, увенчанная тремя змеиными головами. Возможно, первоначально она символизировала победу над персами или же сохраняла традиционный для античности символизм борьбы со змеями и драконами. После переделки в фонтан колонна стала частью обширной скульптурной группы, включавшей различных мифологических персонажей. Первые упоминания Змеиной колонны как талисмана датируются 1390-ми годами в рассказах русских и западноевропейских путешественников. Согласно им, колонна была наполнена ядом, к чему Зосима добавляет, что если жителя города кусала змея, он мог исцелиться, приложив руку к монументу — на не-горожан эта магия не действовала. Видимо, к концу XIV века в массовом сознании создание талисманов стало ассоциироваться с императором Львом Мудрым и, согласно Гонсалесу де Клавихо, посетившему Константинополь в 1403 году, некий император зачаровал статую для защиты города от нашествия змей.

### Любовная магия
Упоминания средств любовной магии повсеместны в греческой литературе начиная с Гомера и кончая ранней христианской агиографией. Классические сюжеты и рецепты были известны византийцам, как, например, предложенный кормилицей Федре в «Ипполите» Еврипида способ «по ком душа горит, // Пусть ризы край иль локон потеряет, // И вас потом водой не разольешь» появляется в житии Ирины Хрисовалантской (X век). Античные учёные много внимания уделяли лечебным и иным свойствам растений, минералов и животных, и некоторые магические рецепты были включены в 16 и 17 книги сельскохозяйственной энциклопедии «Геопоника» (X век). Обнаружение многочисленных магических табличек и записанных на папирусах любовных заклинаний поставило вопрос о том, женщины или мужчины были основными пользователями любовной магии, поскольку классическая литература преимущественно указывает на первых, а папирологические данные на вторых. Были предложены различные теории, объясняющие расхождение между литературой и реальностью. Американский историк Кристофер Фараон выделил в греческой любовной магии заклинания двух типов, вызывающих эрос и филию. Первые, по мнению исследователя, практиковались преимущественно мужчинами, куртизанками и проститутками, и их объектами были молодые мужчины и женщины, обычно проживающие в том же доме, что и заклинатель, тогда как вторые использовали жёны и люди, находящие в социально более низком положении, в отношении своих мужей, домохозяев и правителей.
Основными понятиями в греческой любовной магии являются ἀγωγή и ἀγώγιµον для заклинания, φίλτρον для любовного напитка, φιλτροκατάδεσµος для приворотного зелья и διακοπός для отворотного. В сохранившихся источниках приводятся описания ритуалов для создания и использования амулетов. Один из вариантов требовал изготовить перед восходом солнца восковую фигурку на шестой день возрастания Луны. Имя жертвы и её матери, а также мага или его клиента и его матери должны быть написаны на определённых местах фигурки, тогда как имена демонов, к чьей помощи взывают в данном случае, писались на бумажку и помещались внутрь. Далее в ходе ритуала иглой протыкалось сердце фигурки, потом оно растапливалось над углями под произносимые заклинания, а сама фигурка разделялась на шесть частей и сжигалась. Существовали и более простые приёмы с использованием кусков магического пергамента или яблока.

### Предсказания

#### Гадания

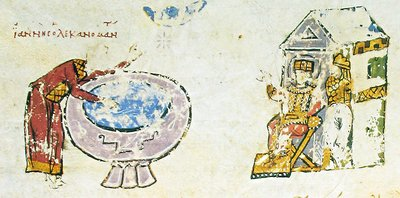
Патриарх Иоанн Грамматик во время гадания на воде в лохани (миниатюра из Хроники Иоанна Скилицы, XII в.)

Разнообразные формы гадательных практик были унаследованы Византией из античного периода. В целом, они могут быть разделены на две большие группы: основанные на наблюдении природных явлений, с одной стороны, и «индуктивные» или «искусственные», предполагающие использование специальных средств, с другой. К первой группе относится астрология, гадание по грозам (бронтология)), землетрясениям, снам, поведению птиц и животных. Арабский путешественник IX века Гарун ибн Яхья описал церемонию, проводимую при участии императора в соборе Святой Софии. В некоторых случаях в него приводили лошадей, и если те брали предлагаемые им уздечки, то это указывало на победы над мусульманами в будущем. Хронист Феофан Исповедник сообщал о случаях в VI веке, когда по поведению собак в толпе определяли прелюбодеев. Хронист X века Иосиф Генезий, не уточняя подробностей, рассказывал о пастухах, предсказавших падение Сиракуз за две недели до наступления события. Согласно историкам XI века Иоанну Зонаре и Георгию Кедрину, к гаданию с помощью петуха (алектриомантии) прибегли в IV веке софисты Либаний и Ямвлих, желая узнать имя преемника императора Валента. Петух, которому дали клевать подписанные буквами зёрна, выбрал те, которые входили в состав имени Феодосий. Сократ Схоластик утверждал, что узнав, что согласно гаданиям имя его наследника будет начинаться на букву «Ф», Валент предал смерти многих людей с таким инициалом.
В «индуктивных» гаданиях использовались различные предметы — книги, иконы, мука, зеркала, огонь, игральные кости и т. д. Как и многие другие формы оккультизма, «индуктивные» гадания восходят к эпистемологии стоиков. Согласно израильскому историку Шмуэлю Самбурскому, стоики, следуя пифагорейцам и Платону, считали гадания возможными вследствие «взаимной связи богов и людей». Возможность предсказания следовала из детерминистической определённости мира и всеобщей каузальной взаимосвязанности, которую можно наблюдать на любом фактическом материале. Император Ираклий для определения места зимовки своей армии прибегал к гаданию по Библии, открывая её на случайном месте. Церковь принципиально осуждала все формы гадания, но гадания с помощью икон и Библии допускались.
Описанное Михаилом Пселлом гадание по наполненному водой блюду (леканомантия, гидромантия) практиковалось в различных формах: следовало либо прислушиваться к таинственным звукам, возникавшим после прочтения над водой заклинаний, либо наблюдать на брошенными в неё бумажками с написанными вопросами — вторым из указанных способов Алексей I Комнин (1081—1118), по словам его дочери, планировал походы против половцев. В других случаях Алексей прибегал к жребию — затрудняясь выбрать, в каком направлении двинуть свои войска, он «записал свои вопросы на двух листках, положил их на святой престол и провёл всю ночь в усердных молитвах и песнопениях. Утром явился священник, в присутствии всех развернул один из листков и прочёл самодержцу повеление отправляться по дороге в Филомилий». Популярные в античности гадания оракулов утратили своё значение в Византии, однако значительные комментарии «Халдейских оракулов» написали Михаил Пселл в XI веке и Плифон в XV веке. Вера в пророческую силу снов имеет весьма древнее происхождение. В древнегреческой мифологии бога сновидений Онира Зевс посылал смертным, предупреждая о будущем. Вещие сны играли значительную роль в лечении, назначаемом священниками храмов Асклепия в Эпидавре и на острове Кос. Интерпретации снов посвящено множество византийских сонников. Прочие методы гадания включали наблюдения за Луной, облаками, кометами, затмениями. Наконец, в византийский период не прекратились гадания по внутренним органам (печени, лопатке). Народные гадательные обычаи, связанные с отмечаемым 23 и 24 июня праздником (клидон, др.-греч. κληδών), описал в XII веке канонист Феодор Вальсамон.

#### Астрология

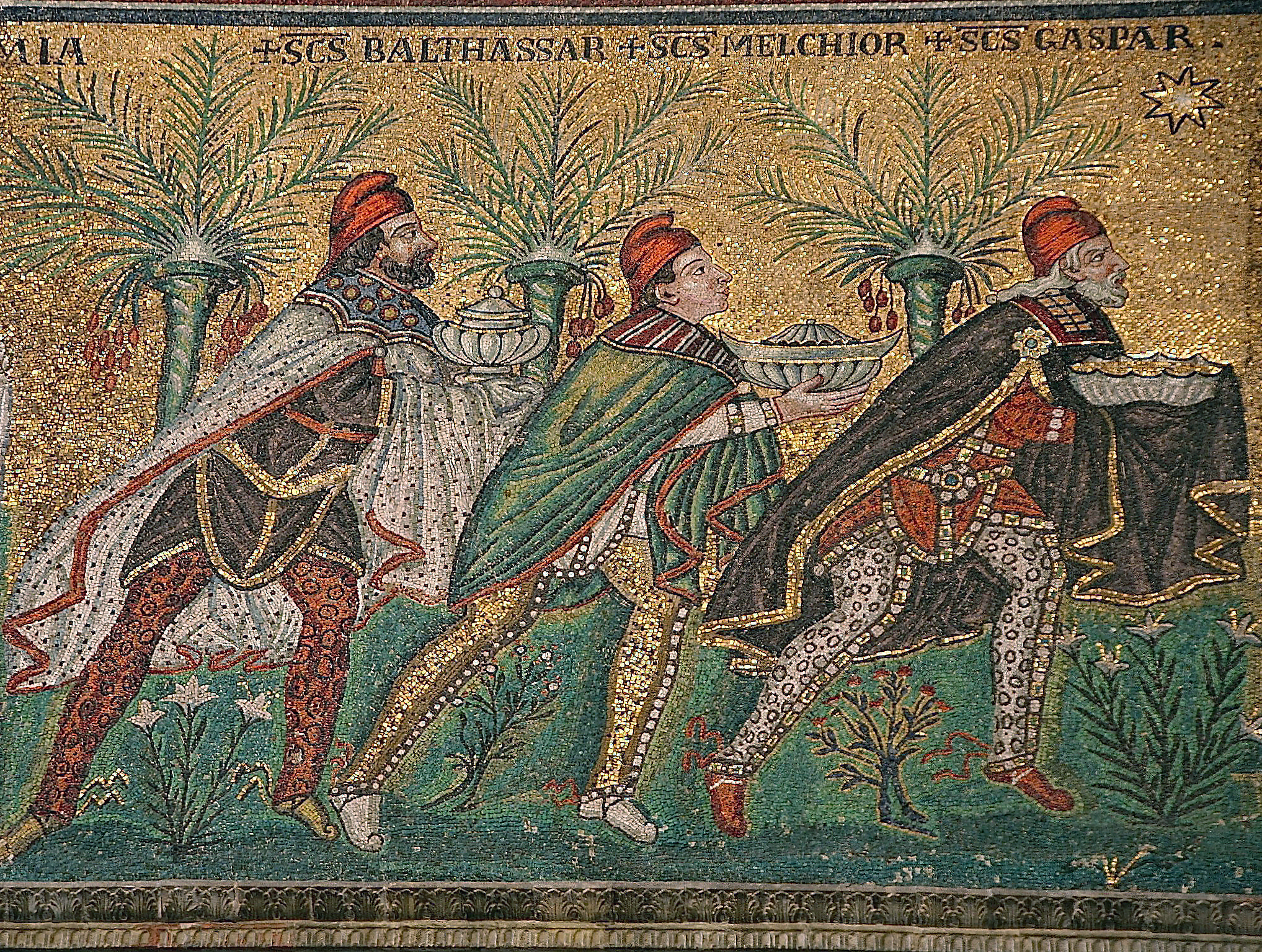
Согласно Иоанну Златоусту, Вифлеемская звезда не была звездой вообще, а некой невидимой силой, принявшей вид звезды. Три волхва на византийской мозаике в соборе Сант-Аполлинаре-Нуово, Равенна (VII век)

Среди всех гадательных практик астрология, использующая приёмы астрономии, считалась самой сложной и почтенной дисциплиной. В своей идеологической основе она опиралась на учение стоиков о симпатической взаимосвязи частей мира. Во II веке Клавдий Птолемей в своём астрологическом трактате «Тетрабиблос» писал, что «что некая сила, исходящая из вечной эфирной субстанции, проникает повсюду и рассеивается в пространстве, окружающем Землю, которая тем самым подвергается изменениям». Отмечая влияние Солнца, Луны и звёзд на хозяйственную деятельность и мореплавание, александрийский астроном задаётся вопросом, почему бы также «не постичь основное качество темперамента какого-то человека на основании окружения в момент его рождения, то есть, что он, например, имеет такое-то и такое-то тело и такие-то, такие-то душевные свойства, а также не предсказать некоторые события, используя тот факт, что такое-то и такое-то окружение соответствует такому-то и такому-то темпераменту и процветанию, тогда как другое не является сталь же подходящим и предрасполагает к травме?» Низкую репутацию защищаемой им науки Птолемей объяснял многочисленностью практикующихся в ней мошенников и невежд. В период Римской империи астрология высоко ценилась, а начиная с императора Адриана, который сам практиковался в ней, существовала должность придворного астролога; астрология преподавалась в основанном Адрианом Атенее. С другой стороны, в период между смертями Цезаря (44 до н. э.) и Марка Аврелия (180) было принято не менее 8 законов против астрологов. В 294 году Диоклетиан издал очередной запрет, который, как и прежние, не имел долгосрочных последствий. Тем не менее, в IV веке работало немало астрологов, чьи труды сохранились — Гефестион Фиванский, Павел Александрийский, «аноним 379 года» и другие. Византийцы различали астрономию и астрологию только теоретически, как чистую и прикладную стороны одной и той же науки о наблюдении неба. В практическом отношении, как учебная дисциплина и вид профессиональной деятельности, они не различались.
Обширный сохранившийся корпус астрологических текстов авторы монографии о греческих гороскопах Отто Нейгебауэр и Генри ван Хусен (Henry Bartlett Van Hoesen) делят по хронологическому принципу на созданные до середины VII века «греческие» и позднейшие, находящиеся под влиянием арабской астрологии. В содержательном отношении они делят источники на технические астрономические, преимущественно папирологические, и авторские или «литературные». Эпоха последних охватывает период от трудов астролога II века Веттия Валента и до составленного приблизительно в 775 году «гороскопа ислама», приписывавшегося Стефану Александрийскому. В системе образования языческих неоплатонических школ, закрытых в правление Юстиниана I, астрология занимала, по-видимому, достаточно важное место. По мнению нидерландского историка Леендерта Вестеринка, в VI веке астрология входила в курс квадривиума в Александрии. Возможно, Стефан учился именно там, прежде чем получил приглашение в Константинополь составить гороскоп императора Ираклия I (610—641). В дальнейшем византийские императоры продолжили прибегать к услугам астрологов. Хронист Феофан Исповедник сообщает, что Константин VI (780—797) приговорил к смерти придворного астролога Панкратия за ошибочное предсказание победы над болгарами. Благодаря знакомству с астрологическим трактатом Павла Александрийского (IV век) высокий авторитет имел Лев Математик (ум. ок. 870). Какие-то из астрологических исследований, приписываемых Льву Математику, были, возможно, написаны его младшим современником Львом Хиросфактом. В 905 году был составлен единственный известный гороскоп в связи с рождением наследника престола, будущего императора Константина VII Багрянородного, подтверждая тем самым интерес членов Македонской династии к астрологии. Об астрологах при дворе Никифора II Фоки (963—969) известно из сообщения Лиутпранда Кремонского. О расцвете астрологии в Византии в X веке свидетельствует появление трактата араба Абу Машар аль-Балхи и 9 сохранившихся гороскопов, датируемых периодом между 972 и 1011 годами. Астрология дважды упоминается в «Хронографии» Михаила Пселла, один раз в связи с желанием Михаила V изгнать императрицу Зою, второй — в рассказе о многочисленных благоприятных пророчествах и гаданиях, обещавших удачу в царствовании Константину IX Мономаху (1042—1055). Из «Алексиады» известны имена четырёх астрологов времён правления императора Алексея I Комнина (1081—1118).
Кульминацией византийских астрологических исследований стала полемика между императором Мануилом I Комнином и богословом Михаилом Гликой. Написанная самим Мануилом или по его распоряжению апология астрологии стала ответом на резкую критику предсказаний со стороны некоего монаха монастыря Пантократора, назвавшего всех астрологов еретиками. Император защищал астрологию, опираясь на тезис, что, как и медицина, она является основанной на наблюдениях и законах природы наукой «экспертных предположений», издревле используемой императорами и патриархами. В основе предсказаний находятся не приписываемая небесным телам сверхъестественная сила, а созерцаемое творение Творца, чья власть никак не оспаривается. В своей почтительной, но язвительной критике Глика замечает, что рассматривать появление Вифлеемской звезды как приглашение к занятиям астрологией столь же абсурдно, как толковать появление голубя в момент крещения Христа как доказательство истинности орнитоскопии, гадания по полёту птиц. Британский византинист Пол Магдалино в своей монографии о Мануиле I не придал большого значения его астрологическим интересам, однако, по-видимому, они были для императора достаточно важны. Другом Мануила был архиепископ Иоанн Каматир, посвятивший ему свои две астрологические поэмы. При его дворе работал итальянец Пасхалий Римлянин, переведший в 1169 году на латынь античную компиляцию «Кираниды» и составивший сонник «Liber Thesauri occulti» на основе латинских, греческих и арабских источников. Другой итальянец, Лев Тосканский, переводил по поручению императора с греческого сонник Ахмета бен Сирина (IX век). Согласно историку Никите Хониату, Мануил постоянно руководствовался гороскопами при планировании военных операций и своей личной жизни, что нередко приводило к проблемам. В тот же период митрополит Константин Манассия написал «Введение в астрологию», посвятив свой труд севастократиссе Ирине, супруге брата императора.
Византийские учёные XIII века отвергали астрологию, однако продолжали рассматривать затмения как предзнаменования смерти в правящей династии. Георгий Акрополит, хотя и знал научное объяснение затмения 3 июня 1239 года, счёл его и более раннюю комету знамением предстоящей смерти императрицы Ирины. Аналогично, Георгий Пахимер отрицал предсказания даты рождения (др.-греч. θέμα) с помощью гороскопов, но связывал солнечное затмение 16 августа 1258 года со смертью Феодора II Ласкариса. В «Истории» Никифора Григоры затмения также предшествуют различным несчастьям. Наиболее значительными астрологами палеологовской эпохи считаются Иоанн Авраамий и его ученик Элевтерий Зебелен. Между 1370 и 1400 годами они создали компиляции трудов классических астрологов Птолемея, Гефестиона Фиванского, Олимпиодора Младшего и Ретория Египетского, а также греческих переводов исламских авторов. Результатом их усилий стало не только сохранение фрагментов утраченных произведений, но и путаница и сложности в восстановлении ранней византийской астрологии.

#### Медицинская астрология
Прослеживая развитие идеи уверенности в терапевтическом знании от Платона, который сравнивал врачей с математиками, до византийской эпохи с её расцветом астрологии, британский историк медицины Вивиан Наттон затрудняется указать причины такой деградации. Действительно, у постели больного теоретические построения рушатся, и врачи вынужденно начинают строить различные предположения, отбрасывая неверные. И тем не менее, за пределами теории критических дней Галена астрономические или астрологические выкладки практически не встречаются. Согласно Плинию, популяризировал астрологию в медицине Кринас из Массалии в I веке, но столетием спустя Гален её полностью отрицал. Клавдий Птолемей приписывал египтянам объединение медицины и астрономических предсказаний. Византийская медицинская астрология или ятроматематика (от др.-греч. ἰατρική «медицина» и др.-греч. μαθηματικά «математика») унаследовала от античности представление о четырёх первоэлементах (огонь, воздух, вода и земля) и соответствующим им гуморов (кровь, флегма, жёлтая и чёрная желчи), состояний (влажном и сухом) и температур (горячей и холодной). Им были сопоставлены зодиакальные знаки, планеты и минералы, а их комбинации — симптомам и методам лечения. Впервые появившееся в Вавилоне учение о связи знаков зодиака с внутренними органами (мелотезия, μελοθεσία) было известно и грекам. О влиянии фаз Луны на эпилептические припадки писал во II веке Аретей из Каппадокии. У Гефестиона Фиванского (IV—V век) фазам и небесному положению Луны придаётся ещё большее значение — им приписывается влияние на успех хирургических операций. Современник Юстиниана I Аэций из Амиды также упоминает о благоприятных и неблагоприятных днях. В XII веке император Мануил Комнин призывал не оперировать те органы, которым соответствует Луна, и не давать пациенту слабительного, если Луна в соединении с Юпитером. В XIV веке о связи между медициной и астрономией писал Георгий Хрисококк.

### Алхимия

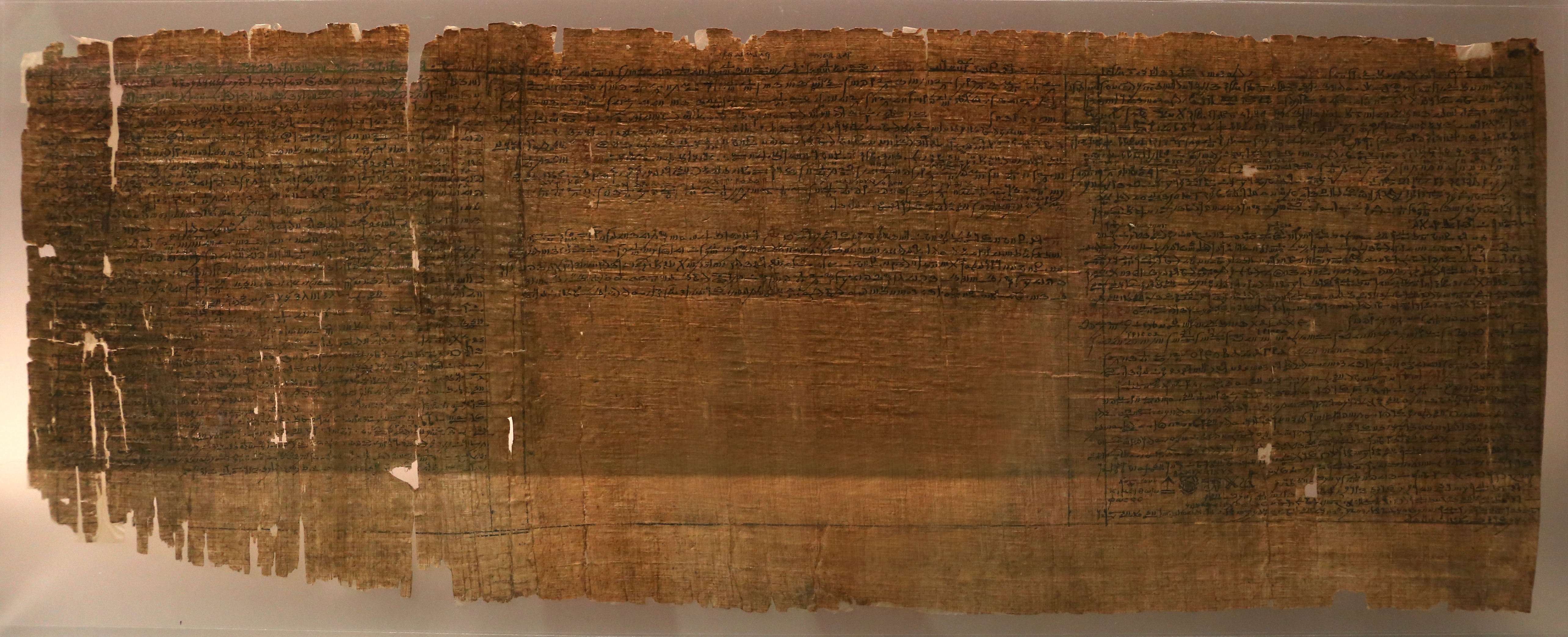
Лейденский папирус

Согласно британскому историку оккультизма Артуру Уэйту, опиравшемуся на работы Марселена Бертло, в истории алхимии следует выделить четыре периода: византийский, сирийско-арабский, латинский и позднейший. Древнейшими из сохранившихся греческих алхимических текстов являются датируемые концом III века Лейденский и Стокгольмский папирусы. Они содержат 75 формул для создания сплавов и окрашивания поверхностей металлов и 15 процессов для изготовления золотых и серебряных букв. По предположению Бертло данные папирусы представляют собой записки ремесленника, пользовавшегося различными источниками. В настоящее время считается, что алхимия возникла в эллинистическом Египте на рубеже нашей эры в результате экспериментов египетских ювелиров и кузнецов со сплавами, основанных на теории фундаментального единства материи и учения об универсальной симпатии. В силу своей технической специфики, алхимия не так сильно интересовала византийскую культурную элиту и, в отличие, например, от астрологии, не причислялась к философии. Как следствие, рукописная традиция алхимических текстов достаточно скудна и включает в себя произведения разных эпох: ранние псевдоэпиграфы (Псевдо-Демокрита (I век) и короткие отрывки трактатов, приписываемых различным мифологическим и историческим персонажам), сочинения Зосима Панополитанского (IV век), экзегеты IV—VII веков (Синезий, Олимпиодор, Стефан Александрийский), 4 алхимические поэмы VII века. Из более поздних авторов алхимические труды оставили Михаил Пселл, Косьма Монах и Никифор Влеммид (XIII век). Судя по упоминаниям в энциклопедии «Суда» и неспециализированной литературе, в гуманитарных кругах существовало некоторое представление об алхимических занятиях.
С технической точки зрения, рецепты алхимиков преимущественно касались «удвоения» золота и получения сплавов, по виду сходных с драгоценными металлами, для применения в ювелирном деле или в декоративных целях. В отличие от ремесленников, интересовавшимися преимущественно внешними качествами материалов, адепты «мистической химии» (др.-греч. μυστικὴ χημεία) пытались изменить внутреннюю суть вещества. Технический и мистический аспекты могли пересекаться. Так, в своих трактах «Об инструментах и печах» и «О букве омега» Зосима указывал, что успех мастера зависит от благоприятного положения планет. Он также доказывал, ссылаясь на Гермеса Трисмегиста, возможность достижения морального совершенствования и близости к Богу через интеллектуальные занятия. Значительная полемика существует вокруг авторства и значения приписываемого Стефану Александрийскому трактата «О великом и священном искусстве изготовления золота». В нём восхваляется всемогущество разума и философии, позволяющих познать Бога и нематериальные вещи через материальные и сложные через простые. Как и Зосима, Стефан призывает своих последователей к интеллектуальному созерцанию, возвышающему дух над материей — узрев ангелов, адептам уже не надо возвращаться к вульгарному изготовления золота. Согласно легенде, ученик Стефана передал секрет хрисопоэйи («золотоделания») арабскому военачальнику Халиду ибн Язиду.

## Историография

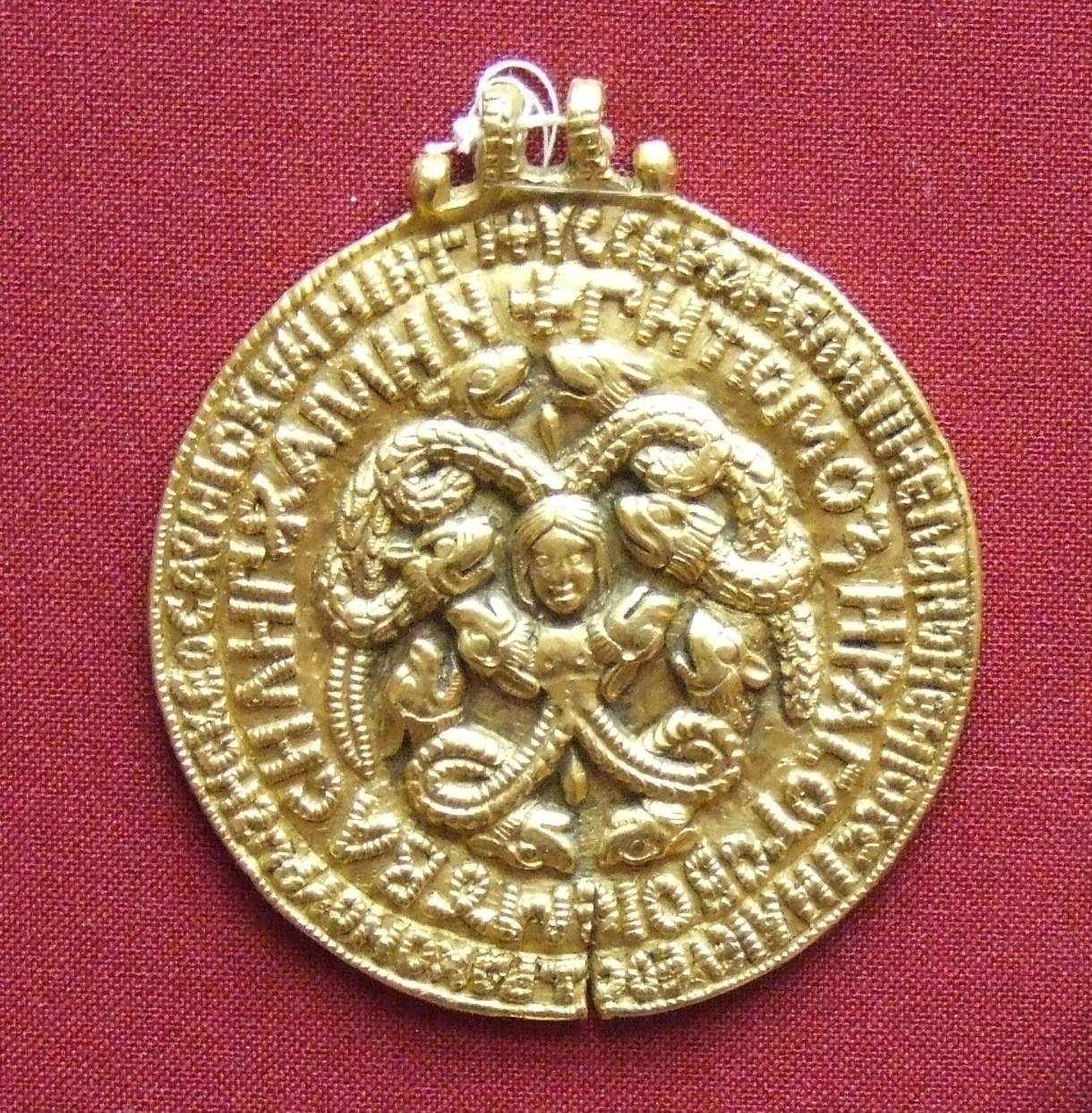
Славянские амулеты-змеевики создавались в подражание византийским образцам. Черниговская гривна, XI век

Немецкий классицист XIX века Ульрих фон Виламовиц-Мёллендорф подчёркивал, что «для изучения греческой магии надо понять самих греков, чтобы иметь возможность судить их справедливо». Начало публикации византийских оккультных текстов положил двухтомник немецкого классического филолога Юлиус Иделер «Physici et medici graeci minores» (1848). Следующей важной вехой стала публикация Марселеном Бертло трёх томов алхимических текстов («Collection des anciens alchimistes grecs», 1887—1888) и ряда работ по древней и средневековой алхимии. Хотя это издание не было в должной степени критическим, оно стимулировало научный интерес в данном направлении. Греческую астрологию и гадательные практики изучал Огюст Буше-Леклерк («Histoire de la Divination dans l’Antiquité» в 4-х томах, 1879—1882; «L’Astrologie grecque», 1899). Фундаментальная монография Линна Торндайка «A History of Magic and Experimental Science» (в 8 томах, 1923—1958) не выделяет специально византийскую магию, однако некоторое внимание уделено позднеантичным авторам. В компилятивном сборнике греческого византиниста Федона Кукулеса «Βυζαντινῶν βίος καὶ πολιτισμός» (в 6 томах, 1947—1955) приведены описания различных византийских магических процедур. В подготовленном Карлом Прайзеданцем издании греческих магических папирусов («Papyri magicae graecae», в 2 томах, 1928, 1931) и их современном переводе Ганса Дитера Бетца (1992) приводятся данные об использовании заклинаний и амулетов. В дальнейшем издания новых текстов выполнялись в рамках серии «Alchimistes grecs», а также вне серий.
Изучение материальных аспектов византийской магии, прежде всего амулетов, имеет давнюю историю. Некоторые иконографические типы амулетов пользовались особенной популярностью и привлекали внимание антикваров начиная с эпохи Возрождения. Первое описание амулетов со змеями сделал Пирро Лигорио. В XVII веке таким амулетом владел Рубенс, его изображение приведено в книге «Abraxas seu Apistopistu» И. Макариуса и Ж. Шиффле с иллюстрациями Якоба ван Вердена. В конце XIX века усилился интерес российских историков к амулетам-змеевикам, у которых отмечалось сходство с византийскими аналогами. Важные обзоры по теме подготовили И. И. Толстой, Соколов М. И. и А. С. Орлов. Были предложены различные переводы и толкования «формулы истеры». На Западе греческими магическими предметами занимались Вильгельм Фрёнер, Гюстав Шлюмберже и Вильгельм Дрекслер. В начале XX века основной интерес исследователей сместился к магическим текстам, прежде всего к римским магическим папирусам из Египта, но амулеты периодически фигурировали в научных дискуссиях. Из современных российских историков византийским амулетам посвятила множество работ В. Н. Залесская, на Западе несколько тематических выставок и каталогов подготовил Дж. Спайер.
Основополагающие работы по византийской демонологии появились в начале XX века, однако после статьи «Contribution à l’étude de la démonologie byzantine» (A. Delate, Josserand Ch., 1934) длительное время прогресса в концептуальном осмыслении данного феномена не наблюдалось, хотя продолжалась публикация источников. В 1988 году канадский византинист Ричард Гринфилд (Richard P. H. Greenfield) предложил схему с выделением «стандартной ортодоксальной традиции», выражающей точку зрения официальной церкви, и совокупности «альтернативных традиций», существовавших в том или ином слое византийского общества. Первая изложена преимущественно в произведениях Отцов церкви, для второй основными текстами являются диалог о «О действиях демонов» Михаила Пселла и комментарий Никифора Григоры на трактат «О снах» Синезия Киренского. Для палеологовского периода сохраняли своё значение несколько сочинений классической эпохи: компиляция IV века «Кираниды», и два текста, связываемых с именем Соломона — его «Завещание» и «Магический трактат». Публикация греческих гороскопов, общее число которых Отто Нейгебауэр в 1959 году оценил в 18 000, началась с папирологических изданий Томаса Юнга (1828) и Жака-Жозефа Шампольона (1840). Византийской науке в целом, и оккультизму в частности, до конца XX века уделялось не очень много внимания. По мнению американского историка М. Мавруди, такое положение дел связано с традиционным представлением о византийской культуре, как лишённой присущего позднему западному средневековью «динамизма» и «инновационности». В более поздних исследованиях, прежде всего в области экономической истории, произошёл отход от парадигмы неизменности и стагнации, в результате чего был поставлен вопрос о том, какие обстоятельства не дали развиться научной революции в Византии. В разное время выходили коллективные монографии, из которых наиболее заметны «Byzantine Magic» (1995) и «The Occult Sciences in Byzantium» (2006). Значительными событиями стали появление монографий Р. Гринфилда о демонологии в палеологовской Византии и П. Маглалино об астрологии и гаданиях («L’orthodoxie des astrologues: La science entre le dogme et la divination a Byzance (VIIe-XIVe siecle», 2006).